# Ingeborg Stuckenberg
Ingeborg Stuckenberg, född Pamperin 6 februari 1866 i Köpenhamn, död 12 augusti 1904 i Auckland, Nya Zeeland, var en dansk författare.
Ingeborg Stuckenberg var dotter till manufakturhandlaren Wilhelm Gottlieb Pamperin (1833–1917) och Wilhelmine Langballe (1831–1914). 1884 förlovade hon sig med författaren Viggo Stuckenberg och de gifte sig 1887. Deras hem blev en samlingspunkt för tidens symbolistiska författare som Johannes Jørgensen och Sophus Claussen. Ingeborg Stuckenberg fick ett stort inflytande på sin makes författarskap, vilket bl.a. kommer till uttryck i romanen Fagre Ord (1895) som skildrar deras komplicerade äktenskap. I eget namn utgav hon novelletten Badegæster (1898) som publicerades som följetong i Kjøbenhavns Børstidende. Hennes författarskap stod dock i skuggan av makens.
Äktenskapet mellan makarna Stuckenberg var ansträngt och förvärrades i samband med det ekonomiska trångmål som drabbade familjen då deras två söner Henrik (1890) och Niels Holger (1891) föddes. 1893 lämnade Ingeborg Stuckenberg familjen och flyttade in hos konstnären Albert Gottschalk. Hon återförenades senare med dem och de flyttade till Villa Vennely i Sorgenfri. Här träffade de paret Clara och Hans Dines Madsen, vilket för alla fyra utvecklades till kärleksförhållanden. Ingeborg Stuckenberg emigrerade utan förvarning tillsammans med Hans Dines Madsen till Nya Zeeland 1903. Denna resa skildras i Korte Breve fra en lang Reise, som utgavs postumt. Då Stuckenberg inte kunde finna sig tillrätta beslöt hon sig för att begå självmord.